# Benetton B201
Benetton B201 – bolid zespołu Benetton na sezon 2001. Za kierownicą bolidu Benetton B201 zasiedli Włoch Giancarlo Fisichella oraz Brytyjczyk Jenson Button.

## Starty
Bolid wystartował w 17 wyścigach, Giancarlo Fisichella raz zdobył podium dogradzając do mety na 3. miejscu. Giancarlo Fisichella punktował w Grand Prix Brazylii i Niemiec. Jenson Button punktował raz w Grand Prix Niemiec, dojeżdżając do mety na 5. miejscu.
| Rok  | Zespół   | Silnik      | Opony    | Kierowcy             | 1   | 2   | 3   | 4   | 5   | 6   | 7   | 8   | 9   | 10  | 11  | 12  | 13  | 14  | 15  | 16  | 17  | Punkty | Pozycja |
| ---- | -------- | ----------- | -------- | -------------------- | --- | --- | --- | --- | --- | --- | --- | --- | --- | --- | --- | --- | --- | --- | --- | --- | --- | ------ | ------- |
| 2001 | Benetton | Renault V10 | Michelin |                      | AUS | MAL | BRA | SMR | ESP | AUT | MON | CAN | EUR | FRA | GBR | GER | HUN | BEL | ITA | USA | JPN | 10     | 7       |
| 2001 | Benetton | Renault V10 | Michelin | Giancarlo Fisichella | 13  | NU  | 6   | NU  | 14  | NU  | NU  | NU  | 11  | 11  | 13  | 4   | NU  | 3   | 10  | 8   | 17  | 10     | 7       |
| 2001 | Benetton | Renault V10 | Michelin | Jenson Button        | 14  | 11  | 10  | 12  | 15  | NU  | 7   | NU  | 13  | 16  | 15  | 5   | NU  | NU  | NU  | 9   | 7   | 10     | 7       |